# Omrin
Omrin is een afvalverwerkingsbedrijf in Noord-Nederland. Omrin is sinds 2004 de handelsnaam van Afvalsturing Friesland NV en NV Fryslân Miljeu. Het woord ‘omrin’ is Fries en betekent ‘kringloop’. Als over het bedrijf gesproken wordt wordt meestal gezegd ‘de Omrin’.

## Afvalsturing Friesland
Afvalsturing Friesland wordt in 1995 opgericht met alle toenmalige 31 Friese gemeenten als aandeelhouder. De activiteiten van het in 1984 opgerichte Openbaar Lichaam Afvalverwijdering Friesland (OLAF) worden ondergebracht in Afvalsturing Friesland. Dat betreft onder andere de afvalverbrandingsinstallatie in Leeuwarden, de inzamelactiviteiten van gft- en restafval en de Afvalberging ‘De Wierde’ in Oudehaske.
De aandelen van Afvalsturing Friesland NV zijn na gemeentelijke herindelingen in handen van alle 20 Friese gemeenten, de Groningse gemeenten Appingedam en Delfzijl, zes gemeenten van de Regio Noord-Veluwe (RNV), (Elburg, Ermelo, Harderwijk, Nunspeet, Oldebroek en Putten) en het overheidsbedrijf Irado NV (waarvan de gemeenten Schiedam en Vlaardingen de aandeelhouders zijn).
Sinds de oprichting van zusterbedrijf Fryslân Miljeu in 1999 legt Afvalsturing Friesland zich toe op de verwerking van het afval.

## Fryslân Miljeu
Opgericht in 1999. Dit zusterbedrijf van Afvalsturing Friesland houdt zich met name bezig met de inzameling van huishoudelijk afval en de reiniging van de openbare ruimte. De aandelen van NV Fryslân Miljeu zijn na gemeentelijke herindelingen in handen van 12 Friese gemeenten (Achtkarspelen, Ameland, Harlingen, Heerenveen, Leeuwarden, Noardeast-Fryslân, Ooststellingwerf, Opsterland, Schiermonnikoog, Terschelling, Vlieland en Waadhoeke) en 2 Groningse gemeenten (Eemsmond en De Marne).

## Activiteiten
Omrin is inzamelaar en verwerker van afval. Het hoofdkantoor van de Omrin bevindt zich in Leeuwarden. Omrin beheert 10 milieustraten.

### Inzameling
Omrin zamelt afval in voor 15 Friese en drie Groningse gemeenten en bij vele bedrijven:
| Friesland: - Achtkarspelen - Ameland - De Friese Meren - Harlingen - Heerenveen - Leeuwarden - Noardeast-Fryslân | - Ooststellingwerf - Opsterland - Schiermonnikoog - Terschelling - Tietjerksteradeel - Vlieland - Waadhoeke - Weststellingwerf | Groningen: - De Marne - Eemsmond - Appingedam |

### Verwerking
Omrin verwerkt afval voor 23 Friese en 3 Groningse gemeenten, de regio Noord-Veluwe, de gemeenten Vlaardingen en Schiedam en voor vele bedrijven. Huishoudelijk restafval dat na scheiding overblijft wordt verbrandt in de afvalverbrandingsinstallatie in Harlingen.